# Военный секретарь премьер-министра Израиля
Военный секретарь премьер-министра Израиля (ивр. המזכיר הצבאי של ראש הממשלה‎) — советник премьер-министра Израиля по военным вопросам и вопросам безопасности.

## Характеристики работы и история
Военным секретарём премьер-министра является офицер в звании бригадный генерал (тат-алуф) или генерал-майор (алуф). Первый секретарь был в звании подполковника, а следующий в звании полковника. В середине 1990-х и с 2001 по 2015 год военными секретарями были офицеры в звании генерал-майора. Некоторые считают, что повышение статуса военного секретаря привело к тому, что вес военных соображений в процедурах принятия решений стал сильнее за счет других соображений, и поэтому предложили понизить звание военного секретаря. В 2015 году с назначением Элиэзера Толедано на должность военного секретаря премьер-министра было принято решение понизить звание военного секретаря до бригадного генерала. В 2021 году, с назначением на эту должность Ави Гиля, было принято решение вернуть военным секретарям звание генерал-майора.
Военный секретарь входит в состав аппарата премьер-министра и в состав форума Генерального штаба ЦАХАЛа.
Военный секретарь ведет оперативную повестку премьер-министра в переговорах с разведывательным сообществом и генеральным штабом.
Военный секретарь работает в тесном сотрудничестве с начальником штаба национальной безопасности.

## Обязанности и полномочия
У военного секретаря не так много полномочий, но на самом деле он является одним из самых влиятельных людей в политике безопасности Израиля. По сообщениям СМИ, это единственный человек в Израиле, которому без каких-либо ограничений доступна вся разведывательная информация, предоставляемая израильским разведывательным сообществом («Военный секретарь премьер-министра является секретным лицом номер один Государства Израиль», — сказал Эйтан Хабер.
Основные обязанности военного секретаря:
- Передача указаний премьер-министра в систему безопасности
- Сортировка текущей разведывательной информации и предоставление ее премьер-министру
- Концентрация дискуссий премьер-министра и правительства в сфере безопасности и политики.
- Консультирование премьер-министра по вопросам безопасности и разведки.
- Представление премьер-министра на форумах по безопасности.

- Член форума Генерального штаба ЦАХАЛа .
- Ведение оперативной повестки премьер-министра в диалоге между основными министрами и органами безопасности .

## Секретариат
Три офицера составляют канцелярию военного секретаря (секретариат):
- Офицер в звании майора — исполняет обязанности начальника канцелярии военного секретаря.

2 офицера разведки служат помощниками по разведке, ответственными за предоставление всей текущей разведывательной информации премьер-министру.
- Офицер в звании полковника — помощник военного секретаря по разведке[1].
- Офицер в звании капитана — помощник по дополнительной разведке.

Кроме того, в военном секретариате женщины-военнослужащие несут регулярную службу в составе 1024-го подразделения и специальной канцелярии, помогающей офицерам в их повседневной работе.

## Помощник по разведке военного секретаря премьер-министра
В настоящее время военном секретариате помощником по разведке служит офицер в звании полковника, который подчиняется непосредственно военному секретарю премьер-министру. Однако у помощника (а также у начальника канцелярии) нет никаких разведывательных обязанностей, кроме сортировки разведывательных материалов, их подготовки и представления премьер-министру и субъектам основных должностей в аппарате премьер-министра.
Должность помощника военного секретаря по разведке была создана с учетом уроков Войны Судного дня.

## Список военных секретарей
| #  | Изображение | Имя              | Срок полномочий | Премьер-министр                                      | Примечания |
| -- | ----------- | ---------------- | --------------- | ---------------------------------------------------- | --- |
| 1  |             | Нехемия Аргов    | 1948 — 1956     | Давид Бен-Гурион, Моше Шарет, Давид Бен-Гурион       | Период Войны за независимость и Синайской войны                                                                                               |
| 2  |             | Хаим Бен-Давид   | 1958 — 1963     | Давид Бен-Гурион                                     | Позже он был назначен Управления кадров, но погиб в авиакатастрофе в 1967 году, когда был послом Израиля в Эфиопии                            |
| 3  |             | Ицхак Несияху    | 1963 — 1966     | Леви Эшколь                                          | |
| 4  |             | Исраэль Лиор     | 1966 — 1974     | Леви Эшколь, Голда Меир                              | Период Шестидневной войны, Войны на истощение и Войны Судного дня                                                                             |
| 5  |             | Эфраим Поран     | 1974 — 1981     | Ицхак Рабин, Менахем Бегин                           | |
| 6  |             | Азриэль Нево     | 1981 — 1993     | Менахем Бегин, Ицхак Шамир, Шимон Перес, Ицхак Рабин | Во время Первой ливанской войны и войны в Персидском заливе, военный секретарь четырех премьер-министров                                      |
| 7  |             | Дани Ятом        | 1993 — 1996     | Ицхак Рабин, Шимон Перес                             | В дальнейшем он был назначен главой Моссада                                                                                                   |
| 8  |             | Зеэв Ливне       | 1996 — 1997     | Биньямин Нетаньяху                                   | В дальнейшем был назначен военным атташе АОИ в США и Канаде.                                                                                  |
| 9  |             | Шимон Шапира     | 1997 — 1999     | Биньямин Нетаньяху                                   | |
| 10 |             | Гади Айзенкот    | 1999 — 2001     | Эхуд Барак, Ариэль Шарон                             | В дальнейшем 21-й начальник штаба |
| 11 |             | Моше Каплински   | 2001 — 2002     | Ариэль Шарон                                         | Он служил секретарем во время операции «Защитная стена». В дальнейшем командир Центрального военного округа и заместитель начальника Генштаба |
| 12 |             | Йоав Галант      | 2002 — 2005     | Ариэль Шарон                                         | Во время второй интифады, планирования и выполнения плана размежевания. В дальнейшем командующий Южным военным округом и министр обороны      |
| 13 |             | Гади Шамни       | 2005 — 2007     | Ариэль Шарон, Эхуд Ольмерт                           | Во время Второй ливанской войны, В дальнейшем военный атташе АОИ в США                                                                        |
| 14 |             | Меир Клифи       | 2007 — 2010     | Эхуд Ольмерт, Биньямин Нетаньяху                     | Во время операции «Литой свинец» |
| 15 |             | Йоханан Локер    | 2010 — 2012     | Биньямин Нетаньяху                                   | |
| 16 |             | Эяль Замир       | 2012 — 2015     | Биньямин Нетаньяху                                   | Период операций «Облачный столб» и «Нерушимая скала». В дальнейшем 24-й Начальник Генштаба армии                                              |
| 17 |             | Элиэзер Толедано | 2015 — 2018     | Биньямин Нетаньяху                                   | В дальнейшем командующий Южным военным округом и начальник управления стратегии и третьего круга                                              |
| 18 |             | Ави Блут         | 2018 — 2021     | Биньямин Нетаньяху, Нафтали Беннет                   | В дальнейшем командующий дивизией Иудеи и Самарии                                                                                             |
| 19 |             | Ави Гиль         | 2021 — 2024     | Нафтали Беннетт, Яир Лапид, Биньямин Нетаньяху       | |
| 20 |             | Роман Гофман     | 2024 — н.в.     | Биньямин Нетаньяху                                   | |